# Amt Barenburg
Das Amt Bahrenburg war ein historisches Verwaltungsgebiet der Grafschaft Hoya, später des Fürstentums Calenberg bzw. des Königreichs Hannover mit Sitz in Barenburg.

## Geschichte
Das Amt geht auf die 1285 erstmals erwähnte Barenburg an der Straße von Bremen nach Minden zurück. Seine Zuständigkeit beschränkte sich auf den gleichnamigen Flecken und einige umliegende Güter. Seit der Brandzerstörung des Schlosses in Barenburg 1706 wurde es gemeinsam mit dem Amt Ehrenburg verwaltet und faktisch in den Rang einer Amtsvogtei zurückgestuft. 1823 wurden die Ämter Barenburg und Ehrenburg auch offiziell zu einem Amt Ehrenburg-Barenburg vereinigt (ab 1852 nur noch als Amt Ehrenburg bezeichnet). 1859 ging es im Amt Freudenberg auf.